# 乌柄耳蕨
乌柄耳蕨（学名：Polystichum melanostipes）为鳞毛蕨科耳蕨属下的一个种。

## 扩展阅读
- 維基物種上的相關：乌柄耳蕨